# Jacques Sagols
Pour les articles homonymes, voir Sagols.
Pas d'image ? Cliquez ici

a Compétitions nationales et continentales officielles uniquement.

Jacques Sagols, né le 22 novembre 1929 à Banyuls-sur-Mer (Pyrénées-Orientales) et mort dans la même ville le 7 mai 1992, est un joueur français de rugby à XV ayant évolué au poste d'arrière à l’US Carmaux et à l'USA Perpignan. 
Il a exercé la profession de viticulteur.

## Carrière
- US Carmaux
- USA Perpignan
- US Côte Vermeille

International : a fait partie d'une sélection française contre la Roumanie en Roumanie.

## Palmarès
Avec l'US Carmaux
- Championnat de France de premiere division : 
  - Champion (1) : 1951

Avec l'USA Perpignan
- Championnat de France de premiere division : 
  - Champion (1) : 1955